# Associazione Fascista Calcio Bassano 1941-1942
Questa voce raccoglie le informazioni riguardanti l'Associazione Sportiva Fascista Bassano nelle competizioni ufficiali della stagione 1941-1942.

## Rosa
| N. |                   | Ruolo | Calciatore           |
| -- | ----------------- | ----- | -------------------- |
|    | Italia (bandiera) | C     | Enzo Babetto         |
|    | Italia (bandiera) | D     | Giuseppe Bertoncello |
|    | Italia (bandiera) | A     | Nello Bresin         |
|    | Italia (bandiera) | D     | Andrea Campana       |
|    | Italia (bandiera) | D     | Dialma Clavello      |
|    | Italia (bandiera) | A     | Bruno Della Palma    |
|    | Italia (bandiera) | A     | Paolo Dodero         |
|    | Italia (bandiera) | C     | Antonio Gemo         |

| N. |                   | Ruolo | Calciatore         |
| -- | ----------------- | ----- | ------------------ |
|    | Italia (bandiera) | A     | Rino Gerolimetto   |
|    | Italia (bandiera) | P     | P. Malosso         |
|    | Italia (bandiera) | D     | Domenico Perdoncin |
|    | Italia (bandiera) | A     | Achille Rizzo      |
|    | Italia (bandiera) | P     | Fabrizi Trento     |
|    | Italia (bandiera) | A     | Giorgio Verità     |
|    | Italia (bandiera) | D     | Domenico Zaramella |